# Due lottatori
I Due lottatori sono un bozzetto di scultura in creta (h 41 cm) attribuito a Michelangelo, databile al 1525 circa e conservata a Casa Buonarroti a Firenze.

## Storia e descrizione
I Due lottatori sono, tra i bozzetti di piccole dimensioni attribuiti al celebre scultore, uno di quelli sulla cui attribuzione la critica ha collezionato più pareri favorevoli. L'opera venne ricomposta a partire da alcuni frammenti nel 1926 da Johannes Wilde, incaricato dall'allora soprintendente alle Gallerie Giovanni Poggi. Non conoscendosi la circostanza della creazione dell'opera, da allora iniziarono a circolare varie ipotesi.
La prima mise suggestivamente l'opera in relazione con l'Ercole e Anteo commissionato al Buonarroti da Pier Soderini verso il 1508 e che doveva affiancare il David davanti a Palazzo Vecchio. L'artista era impegnato in quel periodo con gli affreschi della volta della Cappella Sistina, ma pare che produsse comunque un modello che, affidato inizialmente allo scultore Leone Leoni, andò in seguito disperso. Come è noto Michelangelo non lavorò mai a questa commissione, nonostante a Firenze fosse già pronto il blocco per scolpirlo. Si pensò allora a Baccio Bandinelli, ormai nel 1525, ma l'incarico venne interrotto per i disordini legati alla cacciata dei Medici. Si tornò a parlare dell'opera nel 1528 quando Michelangelo era in città, e accettò la commissione; mutò però il soggetto in Sansone e i filistei, facendo un nuovo bozzetto che venne visto anche da Vasari. La caduta definitiva della Repubblica fiorentina e il ritorno dei Medici disposero male l'artista che, appena liberatosi dai vincoli che lo legavano alle opere in San Lorenzo per Clemente VII, tornò a Roma senza più mettere piede nella sua città (1534). L'opera venne allora definitivamente allogata al Bandinelli, che nel 1535 creò l'Ercole e Caco ancora oggi in piazza della Signoria.
Questa interpretazione del bozzetto declinò già nel 1928, quando Wilde dimostrò l'impossibilità di inscrivere il soggetto dei Lottatori nel blocco predisposto per l'Ercole. Nonostante ciò l'idea che l'opera fosse quella destinata a piazza della Signoria ha continuato a circolare tra gli studiosi, riscuotendo pareri positivi di Charles de Tolnay, Hartt e altri.
Fu lo stesso Wilde a proporre allora una correlazione la tomba di Giulio II, in particolare è probabile che il gruppo dovesse fare da pendant in una nicchia col Genio della Vittoria, databile al 1527-1530 circa. Questa è l'ipotesi oggi più accreditata.